# Chặng đua MotoGP Catalunya 2023
Chặng đua MotoGP Catalunya 2023 là chặng đua thứ 11 của mùa giải đua xe MotoGP 2023. Chặng đua diễn ra từ ngày 01/09/2023 đến ngày 03/09/2023 ở trường đua Barcelona Catalunya, Tây Ban Nha.
Tay đua Aleix Espargaro của đội đua Aprilia đã giành chiến thắng cả hai cuộc đua Sprint race và đua chính của thể thức MotoGP. Trong khi đó Francesco Bagnaia gặp tai nạn ở cuộc đua chính lần 1, không tham gia cuộc đua chính lần 2 vẫn giữ được ngôi đầu bảng tổng sắp với 260 điểm.

## Kết quả phân hạng thể thức MotoGP
| Fastest session lap |

| Stt                | Số xe | Tay đua               | Xe      | Kết quả      | Kết quả  |
| Stt                | Số xe | Tay đua               | Xe      | Q1           | Q2       |
| ------------------ | ----- | --------------------- | ------- | ------------ | -------- |
| 1                  | 1     | Francesco Bagnaia     | Ducati  | Vào thẳng Q2 | 1:38.639 |
| 2                  | 41    | Aleix Espargaró       | Aprilia | Vào thẳng Q2 | 1:38.743 |
| 3                  | 88    | Miguel Oliveira       | Aprilia | 1:38.789     | 1:38.748 |
| 4                  | 12    | Maverick Viñales      | Aprilia | Vào thẳng Q2 | 1:38.772 |
| 5                  | 89    | Jorge Martín          | Ducati  | Vào thẳng Q2 | 1:38.797 |
| 6                  | 5     | Johann Zarco          | Ducati  | Vào thẳng Q2 | 1:38.858 |
| 7                  | 73    | Álex Márquez          | Ducati  | Vào thẳng Q2 | 1:39.053 |
| 8                  | 49    | Fabio Di Giannantonio | Ducati  | Vào thẳng Q2 | 1:39.054 |
| 9                  | 33    | Brad Binder           | KTM     | Vào thẳng Q2 | 1:39.057 |
| 10                 | 72    | Marco Bezzecchi       | Ducati  | Vào thẳng Q2 | 1:39.368 |
| 11                 | 23    | Enea Bastianini       | Ducati  | Vào thẳng Q2 | 1:39.575 |
| 12                 | 93    | Marc Márquez          | Honda   | 1:39.070     | 1:39.701 |
| 13                 | 43    | Jack Miller           | KTM     | 1:39.232     | N/A      |
| 14                 | 44    | Pol Espargaró         | KTM     | 1:39.330     | N/A      |
| 15                 | 25    | Raúl Fernández        | Aprilia | 1:39.360     | N/A      |
| 16                 | 21    | Franco Morbidelli     | Yamaha  | 1:39.452     | N/A      |
| 17                 | 20    | Fabio Quartararo      | Yamaha  | 1:39.510     | N/A      |
| 18                 | 10    | Luca Marini           | Ducati  | 1:39.573     | N/A      |
| 19                 | 37    | Augusto Fernández     | KTM     | 1:39.794     | N/A      |
| 20                 | 36    | Joan Mir              | Honda   | 1:40.214     | N/A      |
| 21                 | 30    | Takaaki Nakagami      | Honda   | 1:40.388     | N/A      |
| 22                 | 27    | Iker Lecuona          | Honda   | 1:40.580     | N/A      |
| Kết quả chính thức |       |                       |         |              |          |

## Kết quả Sprint race
| Stt                                                              | Số xe | Tay đua               | Đội đua                      | Xe      | Lap | Kết quả   | Xuất phát | Điểm |
| ---------------------------------------------------------------- | ----- | --------------------- | ---------------------------- | ------- | --- | --------- | --------- | ---- |
| 1                                                                | 41    | Aleix Espargaró       | Aprilia Racing               | Aprilia | 12  | 20:02.744 | 2         | 12   |
| 2                                                                | 1     | Francesco Bagnaia     | Ducati Lenovo Team           | Ducati  | 12  | +1.989    | 1         | 9    |
| 3                                                                | 12    | Maverick Viñales      | Aprilia Racing               | Aprilia | 12  | +2.040    | 4         | 7    |
| 4                                                                | 33    | Brad Binder           | Red Bull KTM Factory Racing  | KTM     | 12  | +2.857    | 9         | 6    |
| 5                                                                | 89    | Jorge Martín          | Prima Pramac Racing          | Ducati  | 12  | +4.341    | 5         | 5    |
| 6                                                                | 88    | Miguel Oliveira       | CryptoData RNF MotoGP Team   | Aprilia | 12  | +4.940    | 3         | 4    |
| 7                                                                | 5     | Johann Zarco          | Prima Pramac Racing          | Ducati  | 12  | +6.746    | 6         | 3    |
| 8                                                                | 72    | Marco Bezzecchi       | Mooney VR46 Racing Team      | Ducati  | 12  | +6.888    | 10        | 2    |
| 9                                                                | 23    | Enea Bastianini       | Ducati Lenovo Team           | Ducati  | 12  | +8.068    | 11        | 1    |
| 10                                                               | 73    | Álex Márquez          | Gresini Racing MotoGP        | Ducati  | 12  | +10.380   | 7         |      |
| 11                                                               | 93    | Marc Márquez          | Repsol Honda Team            | Honda   | 12  | +11.823   | 12        |      |
| 12                                                               | 10    | Luca Marini           | Mooney VR46 Racing Team      | Ducati  | 12  | +11.900   | 18        |      |
| 13                                                               | 49    | Fabio Di Giannantonio | Gresini Racing MotoGP        | Ducati  | 12  | +12.018   | 8         |      |
| 14                                                               | 25    | Raúl Fernández        | CryptoData RNF MotoGP Team   | Aprilia | 12  | +13.284   | 15        |      |
| 15                                                               | 21    | Franco Morbidelli     | Monster Energy Yamaha MotoGP | Yamaha  | 12  | +16.207   | 16        |      |
| 16                                                               | 43    | Jack Miller           | Red Bull KTM Factory Racing  | KTM     | 12  | +16.404   | 13        |      |
| 17                                                               | 37    | Augusto Fernández     | GasGas Factory Racing Tech3  | KTM     | 12  | +16.534   | 19        |      |
| 18                                                               | 20    | Fabio Quartararo      | Monster Energy Yamaha MotoGP | Yamaha  | 12  | +17.147   | 17        |      |
| 19                                                               | 27    | Iker Lecuona          | LCR Honda Castrol            | Honda   | 12  | +18.658   | 22        |      |
| 20                                                               | 30    | Takaaki Nakagami      | LCR Honda Idemitsu           | Honda   | 12  | +19.080   | 21        |      |
| 21                                                               | 36    | Joan Mir              | Repsol Honda Team            | Honda   | 12  | +19.574   | 20        |      |
| Ret                                                              | 44    | Pol Espargaró         | GasGas Factory Racing Tech3  | KTM     | 3   | Ngã xe    | 14        |      |
| Fastest sprint lap: Aleix Espargaró (Aprilia) – 1:39.327 (lap 3) |       |                       |                              |         |     |           |           |      |
| Kết quả chính thức                                               |       |                       |                              |         |     |           |           |      |

## Kết quả đua chính thể thức MotoGP
Cuộc đua chính lần 1 có cờ đỏ ở vòng đua đầu tiên. Hai tay đua của đội Ducati Corse là Enea Bastianini và Francesco Bagnaia không tham gia cuộc đua chính lần 2.  
| Stt                                                        | Số xe | Tay đua               | Đội đua                      | Xe      | Lap | Kết quả        | Xuất phát | Điểm |
| ---------------------------------------------------------- | ----- | --------------------- | ---------------------------- | ------- | --- | -------------- | --------- | ---- |
| 1                                                          | 41    | Aleix Espargaró       | Aprilia Racing               | Aprilia | 23  | 38:56.159      | 2         | 25   |
| 2                                                          | 12    | Maverick Viñales      | Aprilia Racing               | Aprilia | 23  | +0.377         | 4         | 20   |
| 3                                                          | 89    | Jorge Martín          | Prima Pramac Racing          | Ducati  | 23  | +2.831         | 5         | 16   |
| 4                                                          | 5     | Johann Zarco          | Prima Pramac Racing          | Ducati  | 23  | +4.867         | 6         | 13   |
| 5                                                          | 88    | Miguel Oliveira       | CryptoData RNF MotoGP Team   | Aprilia | 23  | +7.529         | 3         | 11   |
| 6                                                          | 73    | Álex Márquez          | Gresini Racing MotoGP        | Ducati  | 23  | +10.590        | 7         | 10   |
| 7                                                          | 20    | Fabio Quartararo      | Monster Energy Yamaha MotoGP | Yamaha  | 23  | +10.821        | 17        | 9    |
| 8                                                          | 43    | Jack Miller           | Red Bull KTM Factory Racing  | KTM     | 23  | +10.880        | 12        | 8    |
| 9                                                          | 37    | Augusto Fernández     | GasGas Factory Racing Tech3  | KTM     | 23  | +12.889        | 19        | 7    |
| 10                                                         | 49    | Fabio Di Giannantonio | Gresini Racing MotoGP        | Ducati  | 23  | +13.280        | 8         | 6    |
| 11                                                         | 10    | Luca Marini           | Mooney VR46 Racing Team      | Ducati  | 23  | +16.491        | 18        | 5    |
| 12                                                         | 72    | Marco Bezzecchi       | Mooney VR46 Racing Team      | Ducati  | 23  | +16.561        | 10        | 4    |
| 13                                                         | 93    | Marc Márquez          | Repsol Honda Team            | Honda   | 23  | +21.616        | 11        | 3    |
| 14                                                         | 21    | Franco Morbidelli     | Monster Energy Yamaha MotoGP | Yamaha  | 23  | +23.108        | 16        | 2    |
| 15                                                         | 30    | Takaaki Nakagami      | LCR Honda Idemitsu           | Honda   | 23  | +26.740        | 21        | 1    |
| 16                                                         | 27    | Iker Lecuona          | LCR Honda Castrol            | Honda   | 23  | +28.860        | 22        |      |
| 17                                                         | 36    | Joan Mir              | Repsol Honda Team            | Honda   | 23  | +33.929        | 20        |      |
| Ret                                                        | 25    | Raúl Fernández        | CryptoData RNF MotoGP Team   | Aprilia | 10  | Hư xe          | 15        |      |
| Ret                                                        | 33    | Brad Binder           | Red Bull KTM Factory Racing  | KTM     | 3   | Hư xe          | 9         |      |
| Ret                                                        | 44    | Pol Espargaró         | GasGas Factory Racing Tech3  | KTM     | 1   | Hư xe          | 13        |      |
| DNS                                                        | 1     | Francesco Bagnaia     | Ducati Lenovo Team           | Ducati  |     | Không tham gia | 1         |      |
| DNS                                                        | 23    | Enea Bastianini       | Ducati Lenovo Team           | Ducati  |     | Không tham gia | 14        |      |
| Fastest lap: Maverick Viñales (Aprilia) – 1:40.343 (lap 3) |       |                       |                              |         |     |                |           |      |
| Kết quả chính thức                                         |       |                       |                              |         |     |                |           |      |

## Bảng xếp hạng sau chặng đua
|   | Stt | Tay đua           | Điểm |
| - | --- | ----------------- | ---- |
|   | 1   | Francesco Bagnaia | 260  |
|   | 2   | Jorge Martín      | 210  |
|   | 3   | Marco Bezzecchi   | 189  |
|   | 4   | Brad Binder       | 166  |
| 2 | 5   | Aleix Espargaró   | 154  |

|   | Stt | Xưởng đua | Điểm |
| - | --- | --------- | ---- |
|   | 1   | Ducati    | 379  |
|   | 2   | KTM       | 215  |
|   | 3   | Aprilia   | 203  |
| 1 | 4   | Yamaha    | 102  |
| 1 | 5   | Honda     | 96   |

|  | Stt | Đội đua                     | Điểm |
|  | --- | --------------------------- | ---- |
|  | 1   | Prima Pramac Racing         | 351  |
|  | 2   | Mooney VR46 Racing Team     | 314  |
|  | 3   | Ducati Lenovo Team          | 295  |
|  | 4   | Red Bull KTM Factory Racing | 270  |
|  | 5   | Aprilia Racing              | 267  |